# جنگ داخلی رواندا

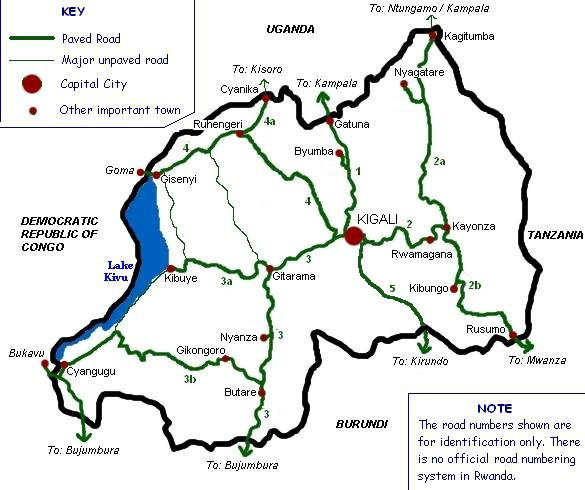
نمایی از نقشهٔ مسیر راه‌های اصلی کشور رواندا - ۲۰۰۶

جنگ داخلی رواندا، یک جنگ داخلی در رواندا بود که یک طرف آن، نیروهای مسلح رواندا به‌عنوان نماینده‌ی حکومت وقت رواندا، و طرف دیگر آن شورشی‌های جبهه‌ی وطن‌پرستان رواندا بود. این جنگ از ۱ اکتبر ۱۹۹۰ تا ۱۸ ژوئیه ۱۹۹۴ در جریان بود‌. این جنگ از درگیری‌های طولانی‌مدت بین گروه‌های هوتو و توتسی که بخش‌هایی از جمعیت رواندا را تشکیل می‌دادند برخاست. پیش‌تر، یک انقلاب در رواندا، باعث سرنگونی پادشاهی توتسی‌ها و برآمدن حکومت جمهوری جدید به رهبری هوتوها شده بود که چیزی حدود ۳۳۶هزار نفر توتسی را مجبور به فرار و پناهجو شدن در کشورهای همسایه کرد‌. یک گروه از این پناهجویان در اوگاندا، جبهه‌ی وطن‌پرستان رواندا را ایجاد کردند که در دهه‌ی ۱۹۸۰ و تحت رهبری فرد رویگیما و پل کاگامه، تبدیل به یک ارتش آماده‌ی جنگ شد.
جنگ در روز ۱ اکتبر ۱۹۹۰ و در حالی آغاز شد که نیروهای جبهه‌ی وطن‌پرستان از سمت شمال شرق رواندا تا ۶۰ کیلومتر پیشروی کرده بودند. در روز دوم جنگ وقتی در یکی از عملیات‌ها فرد رویگیما کشته شد، نیروهای جبهه‌ی وطن‌پرستان نیز مجبور به عقب‌نشینی شدند‌. ارتش رواندا که توسط نیروهای کمکی فرانسه پشتیبانی می‌شد، در یک ماه اول دست بالا را در جنگ داشت و جبهه‌ی وطن‌پرستان تا انتهای اکتبر دچار شکست‌های گسترده‌ای شده بود‌. همچنین کاگامه نیز که در این دوران در آمریکا به سر می‌برد، به منطقه‌ی جنگ بازگشت تا دستورهای جنگی را از نزدیک صادر کند و شخصا کارها را به‌دست بگیرد. او پس از ورود به مناطق جنگی، دستور عقب‌نشینی داد و ارتش خود را به هدف آمادگی برای حملات بعدی به کوه‌های ویرونگا برد. بعدها، جبهه‌ی وطن‌پرستان برای حملات بعدی روش جنگ چریکی را برگزید. این جنگ بدون آنکه هیچ‌یک از طرف‌ها دست بالا را داشته باشد، تا میانه‌ی سال ۱۹۹۲ ادامه داشت‌. همچنین، یک سلسله تظاهرات در داخل رواندا، رئیس‌جمهور وقت جووینال هابیاریمانا را مجبور کرد تا با جبهه‌ی وطن‌پرستان و گروه‌های محلی مخالف حکومت مرکزی، مذاکرات صلح را آغاز کند. در دوران مذاکرات صلح، گروه‌های هوتو به کشتار می‌پرداختند و عده‌ای افراط‌گرایان نیز در داخل رواندا به مخالفت با مذاکرات می‌پرداختند. همچنین نیروهای جبهه‌ی وطن‌پرستان چندین حمله‌ی دیگر را نیز در اوایل سال ۱۹۹۳ انجام دادند. علی‌رغم همه‌ی این رخدادها، مذاکرات موفقیت‌آمیز بود و یک پیمان صلح در اوت سال ۱۹۹۳ بین جبهه‌ی وطن‌پرستان رواندا و حکومت مرکزی رواندا بسته شد.
پس از بسته‌شدن پیمان صلح، مفاد آن پیمان تدریجا به‌طور عملی پیاده‌سازی شدند. نیروهای جبهه‌ی وطن‌پرستان به پایگاه‌هایی در کیگالی منتقل شدند و سازمان ملل‌ متحد نیروهایی برای کمک به تسریع پروژه‌ی صلح به رواندا اعزام کرد. در این میان، جنبش‌های هوتو (که مخالف صلح بودند) در حال قدرت گرفتن و برنامه‌ریزی طرح‌هایی برای "نابودی" توتسی‌ها بودند. آن‌ها اجرای یکی از این طرح‌ها را پس از ترور هابیاریمانا (رئیس‌جمهور وقت) در ۶ آپریل ۱۹۹۴ آغاز کردند. طی اجرای این برنامه‌ها توسط هوتوهای تندرو در یک بازه‌ی حدودا صد روزه، چیزی حدود ۵۰۰هزار تا ۱ میلیون نفر از توتسی‌ها و هوتوهای میانه‌رو در نسل‌کشی رواندا کشته شدند. در واکنش به این اقدام، جبهه‌ی وطن‌پرستان به سرعت جنگ را از سر گرفت. آن‌ها به سرعت بر اوضاع مسلط شدند، شهرها را محاصره کردند و راه‌های تامین سلاح را بر نیروهای حکومتی در شهرها بستند. در اواسط ماه ژوئن، آن‌ها پایتخت رواندا، کیگالی را محاصره کردند و در ۴ ژوئیه وارد پایتخت شدند. بعد از فتح پایگاه‌های نظامی شهر توسط جبهه‌ی وطن‌پرستان، جنگ به اتمام رسید و نیروهای جبهه‌ی وطن‌پرستان، مقامات حکومتی و عوامل نسل‌کشی را تبعید کرده و به زئیر فرستادند. 
جبهه‌ی وطن‌پرستان رواندا که حالا پیروز جنگ به حساب می‌آمد، کنترل حکومت را به‌دست گرفت و پل کاگامه را به‌عنوان رئیس جدید حکومت معرفی کرد. کاگامه پس از آن از سال ۱۹۹۴ تا ۲۰۰۰ در سمت نخست‌وزیری فعالیت کرد. در این دوره، حکومت جدید (جبهه‌ی وطن‌پرستان رواندا) برنامه‌هایی را مبنی بر ترمیم زیرساخت‌ها و اقتصاد صدمه‌دیده‌ی کشور، دادگاهی کردن عوامل نسل‌کشی، و تبلیغ اتحاد بین‌ هوتوها و توتسی‌ها آغاز کرد. در سال ۱۹۹۶، حکومت رواندا عملیات‌هایی نظامی را در کمپ‌های پناهجویان زئیر آغاز کرد که در آن زمان محل اقامت رهبران معزول و تبعیدشده‌ی حکومت قبلی و همچنین محل اقامت میلیون‌ها هوتوی پناهجو بود. این حملات باعث آغاز جنگ نخست کنگو شد که حاصل آن، سقوط موبوتو سسه سوکو، دیکتاتور اهل کنگو بود. از آن زمان تا امروز، کاگامه و جبهه‌ی وطن‌پرستان رواندا، همچنان نیروی سیاسی غالب در رواندا هستند.